# Knut Posse (1719–1771)
Knut Posse, född 29 september 1719 i Stockholm, död 20 april 1771 i Stockholm, var en svensk greve och överstelöjtnant.

## Biografi
Knut Posse föddes i Stockholm som son till översten och greven Carl Posse och dennes hustru Christina Margareta Eleonora Lillienstedt. Knut Posse gick in som volontär vid Närke-Värmlands regemente 1733 och blev samma år utnämnd till fänrik och därefter befordrad till löjtnant 1741. Runt 1745 gick han i fransk krigstjänst fram till 1750, med detta hindrade inte att han vid sitt svenska regemente utnämndes till kaptenlöjtnant 1748 och kapten 1749. Han blev kavaljer hos Prins Carl 1756, samt utnämndes till major vid Prins Fredrik Adolfs regemente 1757 och han blev slutligen befordrad till överstelöjtnant i armén 1764.
Knut Posse gifte sig 1761 med sin kusin Hedvig Augusta Sparfvenfeldt och han får med henne två barn. Han dog i Stockholm den 20 april 1771.

## Utmärkelser
- Riddare av Svärdsorden - 1755